# Alessandro Moreschi (medico)
Alessandro Moreschi (1771 – 1826) è stato un anatomista italiano.
Fu docente di anatomia all'Alma Mater.
Moreschi acquistò diverse opere di Clemente Michelangelo Susini tra 1803 e 1813, soprattutto modelli di organi e di sistemi come quello circolatorio e nervoso periferico.

## La disputa sulla vascolarizzazione dell'uretra
All'inizio dell'Ottocento, quando coesistevano ancora teorie sia vascolari che cellulari riguardanti la struttura del pene, tre figure furono coinvolte nella controversia sulla scoperta della natura vascolare dei tessuti erettili umani: Paolo Mascagni, il suo allievo Tommaso Farnese, e Alessandro Moreschi.
In Elogio del celebre anatomico Paolo Mascagni (1816), Farnese attribuì al suo mentore la dimostrazione della continuità tra arterie e vene e la descrizione dei plessi venosi nel 1809, termine che sostituì il precedente e fuorviante nome di "corpo spugnoso".
Nel 1817 Moreschi accese la disputa rivendicando la priorità di quella scoperta, con la pubblicazione della sua opera e di un saggio polemico contro Farnese. Farnese rispose con Note addizionali del Dottore Tommaso Farnese al suo elogio di Paolo Mascagni (1818), nel quale riportava un incontro con Moreschi a Bologna nel 1810: in quell'occasione Farnese aveva spiegato una tecnica di Mascagni per perfondere i vasi sanguigni uretrali, che Moreschi avrebbe plagiato. Inoltre, Farnese includeva otto testimonianze che affermano di aver visto Mascagni eseguire tali iniezioni prima del 1810. Prodromo della grande anatomia, opera postuma di Mascagni edita nel 1819, include una tavola dedicata alla struttura dell'uretra e una visione completa di questa storia scientifica.
Mascagni aveva insomma sviluppato una tecnica per iniettare i vasi sanguigni uretrali, ma Moreschi fu il primo a pubblicare un accurato lavoro su questo argomento; per questo molti autori attribuirono a quest'ultimo la scoperta della circolazione venosa dell'uretra.